# Абай (спектакль)
«Аба́й» — спектакль, инсценировка 1-го и 2-го томов романа-эпопеи М. О. Ауэзова. Авторами спектакля выступили Ш. К. Айманов и Я. С. Штейн. При непосредственном участии М. О. Ауэзова инсценировка приняла форму, приемлемую для сценического воплощения (3 акта, 13 картин).

## Сюжет
Основные события развернулись вокруг главного героя. В инсценировке показан путь становления поэта-борца и поэта-просветителя.

## История
Премьера спектакля состоялась 28 декабря 1949 года на сцене Казахского академического театра драмы.
В 1951 году «Абай» ставился также на сцене Карагандинского театра драмы. 29 мая 1962 года А. Мамбетов поставил новый спектакль, где постарался раскрыть философское содержание жизни поэта и трагические судьбы персонажей. Роль Абая сыграли И. Ногайбаев и М. Суртибаев, Оразбая — А. Жолымбетов, Жиренше — С. Телгараев, волостного Такежана — К. Адильчинов, Азимхана — Г. Сулейманов, Айгерим — Х. Букеева, Айдара — Ш. Мусин, Ажар — Ш. Жандарбекова, Абдрахмана — Р. Сейитметов, Магауи — С. Орзабаев, Магаша — Т. Тасыбекова, Баймагамбета — С. Кожамкулов и Р. Сальменов.
Трагедия также была поставлена в театрах Семипалатинска (1962, реж. А. Матабаев; 1974, реж. Е. Обаев), Жамбыла (1970, реж. В. И. Дьяков), Атырау (1969), Кызылорды (1961, реж. А. Токпапов). Роль Абая исполняли К. Толеков (Атырау), С. Ракишев (Жамбыл), С. Досмагамбетов (Шымкент), С. Кыдыралин (Семипалатинск) и другие.

## Награды
В 1952 году группа артистов, занятых в спектакле, удостоилась звания лауреатов Государственной премии СССР. Среди них — режиссёр Ш. Айманов, художник В. В. Голубович, актёры К. Бадыров (в роли Абая), К. Куанышпаев (в роли Кунанбая), Е. Умурзаков (в роли Даркембая), С. Кожамкулов (в роли Майбасара), Р. Койшубаева (в роли Зере) и Х. Букеева (в роли Ведущей).